# Wassertürme am Hellweg

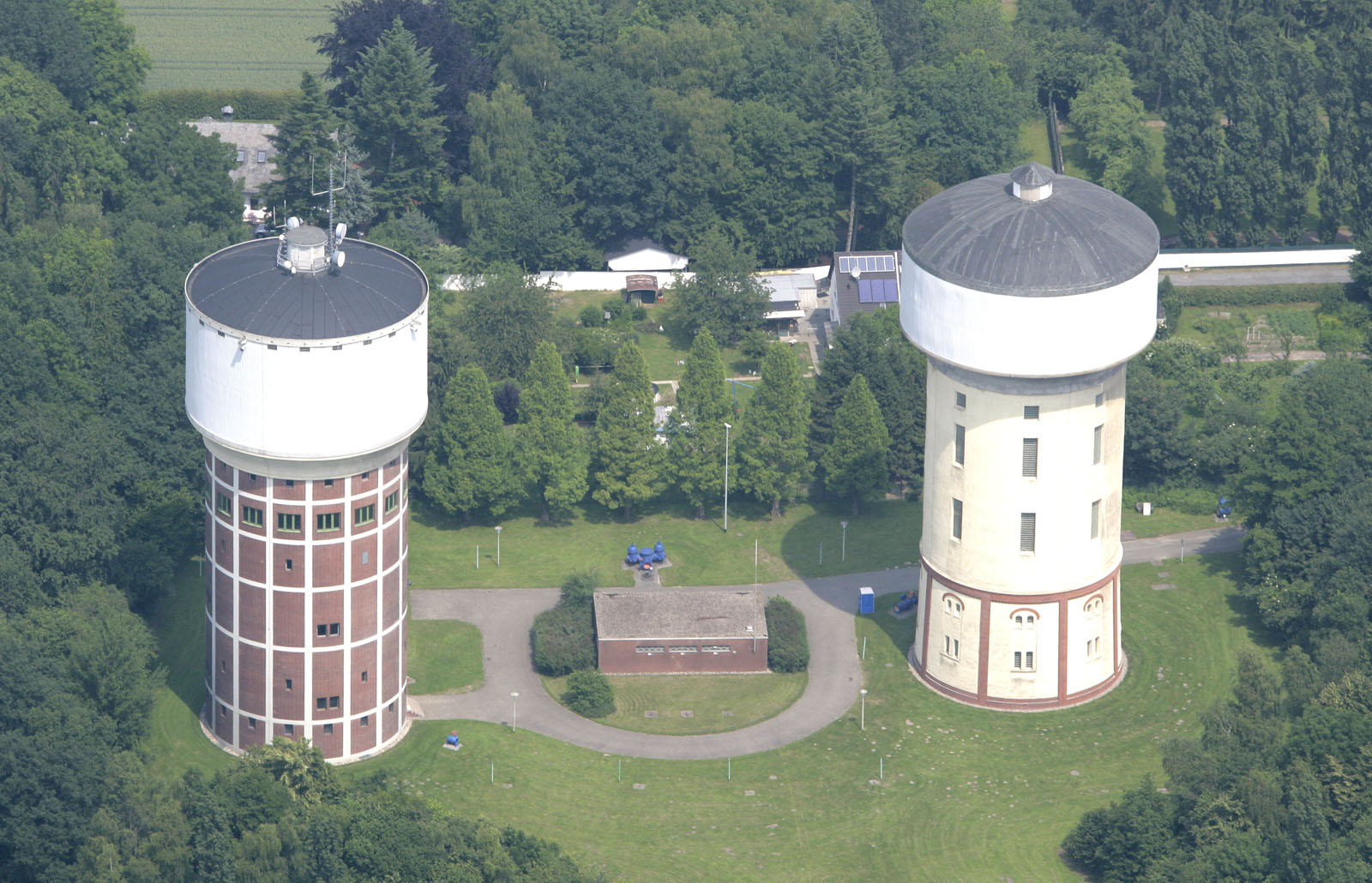
Luftbildaufnahme der Wassertürme, links WT3000, rechts der helle WT2000

Die Wassertürme am Hellweg befinden sich in Hamm-Berge und dienen der gleichmäßigen Trinkwasserversorgung von Hamm. Die beiden hohen, runden Türme aus Beton mit teilweiser Backsteinverkleidung haben breite, runde, weiße Aufsätze und bogenförmige Kuppeldächer. Als Landmarke und aufgrund ihrer technischen und stadtgeschichtlichen Bedeutung stehen ihre Außenhüllen seit 1991 unter Denkmalschutz.

## Turm WT2000
Der östliche Turm ist größtenteils hell verkleidet und im unteren Teil durch neuromanische Formen gegliedert. Er wurde 1907 bis 1908 erbaut und 1935 um fast 19 Meter mit Hilfe von Hydraulikstempeln erhöht. Im Kriegsjahr 1944 wurde der Turm durch einen Bombentreffer erheblich beschädigt, kurz nach Kriegsende provisorisch und 1948 endgültig repariert. Er fasst in seinem Stahlbehälter 2.000 Kubikmeter Trinkwasser und hat keine weiteren begehbaren Innenräume.

## Turm WT3000
Der westliche Wasserturm wurde von 1949 bis 1952 gebaut. Sein Vorratsbehälter fasst 3.000 Kubikmeter. Außer dem Behälter hat er mehrere Zwischendecken, einen umlaufenden Treppenaufgang und eine verglaste Aussichtsebene. Er ersetzte einen 1915 errichteten, im Zweiten Weltkrieg beschädigten und zum Kriegsende gesprengten Wasserturm mit eisernem Behälter auf Stützen.

## Wasserversorgung
Betreiber der Wassertürme sind die Stadtwerke Hamm. Das Trinkwasser für Hamm wird im 30 km entfernten Wasserwerk Warmen aus Uferfiltrat der Ruhr gewonnen. Von dort aus wird es in die 220 Meter über Normalnull liegenden Erdbehälter am Haarstrang hochgepumpt und fließt durch natürliches Gefälle in unterirdischen Pipelines zu den Wassertürmen (maximaler Wasserfüllstand 132 Meter). Diese dienen dem Druckausgleich, unmittelbar bevor das Trinkwasser in Hamm verteilt wird. An einem durchschnittlichen Tag werden rund 40.000 Kubikmeter Wasser verteilt. Zwischen den beiden Wassertürmen liegt das kleine Gebäude mit der Pump- und Verteilstation.

## Weitere Nutzung

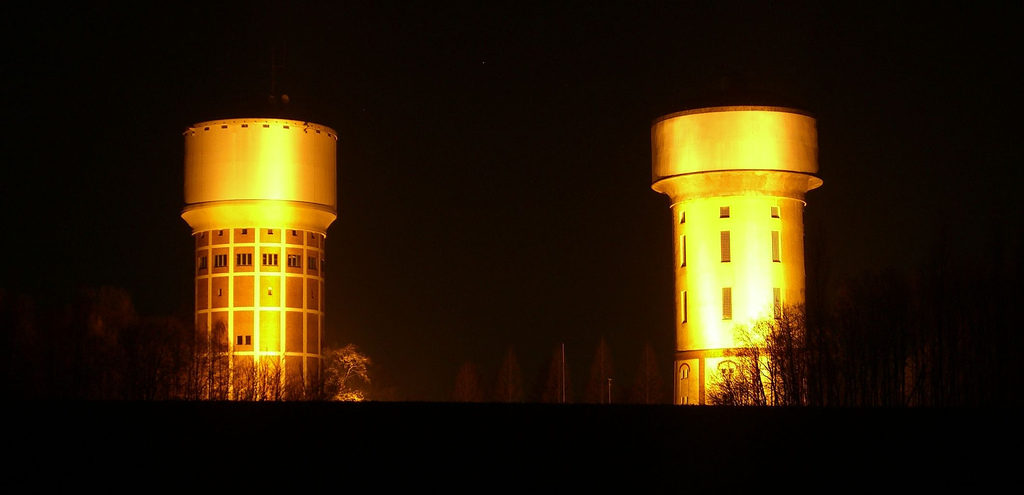
Nachts werden die Türme angestrahlt.

In den weiteren Räumen befindet sich eine Sammlung der Stadtwerke zu den Themen Wasser-, Strom- und Gasversorgung. Ältere elektrisch oder gasbetriebene Haushaltsgeräte, eine über zweihundert Jahre alte Holzwasserleitung, weitere Informationen und Ausstellungsstücke zu den Dienstleistungsbereichen der Stadtwerke (z. B. Messgeräte) und zur Geschichte des (Trink)Wassers werden gezeigt. Die Sammlung ist nur während spezieller Stadtführungen des Verkehrsvereins Hamm zu besichtigen.
Auf der Kuppel der WT3000 befand sich bis 2012 eine Relaisstation (DB0HAT) der Funkamateure von Hamm. Diese wurde 2012 in das Hammer Hafengebiet verlegt.
Nachts werden die Türme illuminiert, zu speziellen Anlässen auch in verschiedenen Farben.